# 民主及其批判

罗伯·道尔的经典著作《民主及其批判》中文版。

《民主及其批判》（英語：Democracy and Its Critics）是一部由美国政治学家罗伯特·达尔所撰写的民主专著，由耶鲁大学出版社于1989年出版。该书阐述了民主是什么以及为什么如此重要这些基本问题，出版后赢得众多好评，包括了1991年的伊莱恩与戴维·斯皮茨图书奖和1990年的伍德罗·威尔逊基金会图书奖。
达尔在该书中深刻“检视了民主理论的绝大部分基本假设，并且回应许多民主批评者提出的论点，进而重新塑造对于民主的论述。他在结论中提出若要维持高度发展的民主社会，如果民主国家想要继续生存下去，民主便不能固步自封、停滞不前，必须进步和改革”。

## 评价
“当罗伯特·达尔谈论民主时，每个人都应该静下心来听一听。《民主及其批判》注定是一部经典之作”。—白鲁恂，《美国政治科学评论》。
“在这部权威的民主专著中，达尔阐述了民主究竟是什么、为什么我们的民主依然缺陷重重以及我们该如何改进民主等一些列重要问题，是一部充满智慧思考的作品”。—罗伯特·贝拉，《纽约时报书评》。